# رون غوثري
رون غوثري (بالإنجليزية: Ron Guthrie)‏ هو لاعب كرة قدم بريطاني، ولد في 19 أبريل 1944 في Burradon, Tyne and Wear ‏ في المملكة المتحدة. لعب مع نادي سندرلاند ونيوكاسل يونايتد.

## وصلات خارجية
- رون غوثري على موقع قاعدة بيانات كرة القدم.إي يو (الإنجليزية)